# 2MASS J15400942+3742316
2MASS J15400942+3742316 ist ein L9-Zwerg im Sternbild Nördliche Krone. Er wurde 2006 von Kuenley Chiu et al. entdeckt.